# Жан Франсоа Шамполион
Жан Франсоа Шамполион (фр. Jean-François Champollion; Фижак, 23. децембар 1790 — Париз, 4. март 1832), познат и као Шамполион Млађи, био је француски научник, филолог и оријенталиста и сматра се оцем модерне египтологије.
Шамполион је успео да дешифрује систем египатског писма — хијероглифа. Шамполионови претходници који су такође допринели дешифровању хијероглифа били су Силвестр де Саси, Јохан Давид Ошерблад, Томас Јанг и Вилијам Џон Банкс.
Шамполион је превео делове камена из Розете, откривајући сличност египатског језика с коптским. Открио је да је систем египатског писма комбинација фонетских (звучних) и идеограмских (сликовних) знакова.

## Биографија
Шамполион је рођен у Фижаку у Француској. Био је последње од седморо деце (од којих је двоје умрло пре његовог рођења). Неколико година живео је у Греноблу, а већ као дете показао је изузетан дар за језике.
Већ до 16. године савладао је десетак језика укључујући коптски, а постао је заљубљеник у староегипатску културу у доба кад је она била врло мало позната. Шамполионово интересовање за египтологију било је инспирисано Наполеоновим освајањима у Египту у раздобљу између 1798. и 1801. године.
До 20. године Шамполион је научио латински, грчки, хебрејски, санскрит, амхарски, авестански, пахлави, арапски, сиријски, халдејски, персијски, етиопски и кинески поред његовог матерњег француског. Године 1809. постао је асистент професор на одсеку историја Гренобла.
С обзиром на његово интересовање за оријенталне језике, нарочито коптски, поверено му је дешифровање новооткривеног камена из Розете. Раздобље од 1822. до 1824. године провео је на том задатку и упоређивао грчки натпис камена из Розете с хијероглифским писмом других египатских споменика.
Открио је одређена слова и дошао до закључка да египатско писмо укључује звучне и сликовне знакове. Први је одгонетнуо имена Клеопатра и Птолемејиди, а уочио је и разлику између хијероглифског писма и каснијих једноставнијих верзија (хијератско и демотско писмо). Резултате свог рада објавио је у „Нацртима система хијероглифа“ (фр. Précis du système hiéroglyphique) из 1824. године. Данас његово откриће представља темељ модерне египтологије.
Шамполион је такође открио важност Торинског краљевског канона (из Египатског музеја у Торину), јединственог папируса из доба краља Рамзеса II који садржи списак свих староегипатских стварних и митских владара, као и имена божанстава из предфараонског доба.
Шамполион је 1826. године утемељио египатску збирку музеја Лувра и постао професор египтологије на „Француском колеџу“.

## Шамполион и Јанг
Енглез Томас Јанг је други научник који се сматра најзаслужнијим за разумевање египатског писма. Јанг је свој рад темељио на раду шведског дипломате Ошебалда, који је истраживао демотски алфабет од 29 слова, уверен да је искључиво фонетски.
До године 1814. Јанг је у потпуности превео демотски текст камена из Розете, при чему је саставио листу од 86 демотских речи.
Јанг је затим проучавао хијероглифски алфабет и учинио одређени напредак, али сматрао је да се ради о преводу (демотско и хијероглифско писмо), док је у ствари била реч о парафразама.
Године 1823. објавио је „Извештај о најновијим открићима у хијероглифској књижевности и египатским старинама“ (енгл. Account of the Recent Discoveries in Hieroglyphic Literature and Egyptian Antiquities). Неки од Јангових закључака појавили су се у знаменитом чланку Египат ког је написао за енциклопедију Британику 1818. године.
Кад је следеће године Шамполион објавио свој превод хијероглифа, Јанг га је поздравио, али је такође тврдио да је Шамполионов систем базиран на његовим чланцима.
Шамполион је то одбацио и није хтео да припише заслуге Јангу. У наредном периоду, у складу са политичким тензијама, Велика Британија подржавала је Јанга, а Французи Шамполиона.
Премда је Шамполионово разумевање граматике египатског писма указивало на грешке видљиве и код Јанга, устрајао је у тврдњи да је сам дешифровао хијероглифе. Након 1826. године, као кустос Лувра, понудио је Јангу приступ демотским рукописима.

## Француско-тосканска експедиција
Иполито Розелини (итал. Ippolito Rosellini), утемељивач италијанске египтологије, 1827. године допутовао је у Париз са намером да проучава хијероглифе по Шамполионовој методи.
Ова два филолога постали су велики пријатељи и одлучили су да организују експедицију у Египат, како би потврдили ваљаност својих открића. Ова научна мисија, позната као Француско-тосканска експедиција, остварена је уз помоћ тосканског војводе Леополда II и француског краља Шарла X.
Предвођена самим Шамполионом, експедиција са 14 чланова кренула је 21. јула 1828. бродом из Тулона према Египту. Пловили су узводно реком Нил и притом проучавали бројне споменике и натписе, а открића су касније објављена у „Споменицима Египта и Нубије“ (фр. Monuments de l'Egypte et de la Nubie; 1845).
Али ова је експедиција постала позната и по деструкцији староегипатских споменика. При истраживању Долине краљева, Шамполион је неповратно оштетио гробницу Сетија I, односећи две велике зидне слике, које се данас налазе у Лувру и у музеју у Фиренци.
Нарушенога здравља и исцрпљен радом, Шамполион је умро 1832. године у Паризу, у 41 години. Сахрањен је на гробљу Пер Лашез (фр. Père Lachaise).
Поједине делове радова Шамполиона обрадио је његов старији брат Жак Жозеф Шамполион Фижак (фр. Jacques Joseph Champollion-Figeac), а Шамполионов син Еме Луј (фр. Aimé-Louis; 1812 — 1894), написао је биографију браће.